# Giuseppe Fagnocchi
Giuseppe Fagnocchi (Faenza, 9 settembre 1960) è un pianista, docente e musicologo italiano, tra i massimi esperti in Italia di normativa e didattica legate all'Alta formazione artistica e musicale.

## Biografia

### Formazione
Giuseppe Fagnocchi si è formato nei Conservatori di Musica di Pesaro e di Rovigo. Dopo i diplomi di clavicembalo e di pianoforte ha conseguito il perfezionamento in Didattica generale e sperimentale presso l'Università degli Studi di Ferrara. Dopo vari premi in concorsi internazionali e un'intensa attività concertistica, nel 2005 ha iniziato l'attività di docenza nella classe di Musica da Camera dapprima presso il Conservatorio di Foggia e successivamente in quello di Rovigo dove attualmente insegna.

### Carriera militare e onorificenze
Ha svolto dal 1983 al 1985 la carriera di ufficiale dell'Esercito italiano come Ufficiale di complemento. È inoltre socio residente della Società Torricelliana di Scienze e Lettere di Faenza, Socio Corrispondente dell’Accademia dei Concordi di Rovigo ed è insignito del titolo di Cavaliere dell’Ordine equestre di San Silvestro Papa.

### Direttore di Conservatorio
Dapprima vicedirettore (2013-2016) e in seguito direttore del Conservatorio di Rovigo nel triennio 2016-2019. Dal 2019 lavora alla transizione AFAM dei Conservatori soprattutto nell'ambito della ricerca musicologica successiva alla Riforma del 1999. Dal 2021 assume la qualifica di esperto disciplinare dell'Agenzia nazionale di valutazione del sistema universitario e della ricerca. Ha elaborato, proposto ed ottenuto l'accreditamento per un corso di dottorato AFAM al Conservatorio di Rovigo in seguito al Decreto del ministro dell'Università e della Ricerca 21 febbraio 2024 n. 470. Da oltre tre decenni approfondisce le dinamiche gestionali e amministrative degli istituti superiori di cultura musicale grazie anche all'esperienza maturata in numerosi corsi seguiti presso la facoltà di Giurisprudenza dell'Università di Bologna, come membro dei nuclei di valutazione dei Conservatori di Musica di Vicenza e di Terni e come membro del consiglio di amministrazione di fondazioni di origine bancaria. Nel triennio direttoriale ha formalizzato le attività dei Conservatori di Musica del Veneto riuniti in consorzio e programmato attività concertistiche a livello nazionale sulla Grande Guerra. Ha ricostruito la storia del Conservatorio di Rovigo, pubblicandone i risultati in una monografia. Ha inoltre definito la nuova configurazione della Biblioteca del Conservatorio di Rovigo come infrastruttura di ricerca, adeguandola alle nuove necessità scientifiche delle digital humanities in ambito storico-artistico.

### Attività accademica
Apprezzato concertista, suona in prevalenza come pianista in varie formazioni cameristiche,
esibendosi in Italia e all’estero con un ampio repertorio di letteratura musicale internazionale, dall’età barocca a quella contemporanea, senza trascurare collaborazioni con musicisti contemporanei del suo territorio faentino di provenienza, come Aurelio Samorì o approfondimenti su quelli del passato (Giuseppe Sarti, Giuseppe Gallignani, Vincenzo Cimatti, Guido Guerrini, Ino Savini, ecc.). Dal 2013 al 2025 ha organizzato in Veneto le rassegne musicali annuali denominate La domenica ai Concordi, i concerti di Primavera Kammermusik e una rassegna di musiche cameristiche dei Conservatori di musica del Veneto. È coordinatore del corso di dottorato intitolato Musica perseguitata e patrimoni musicali. In ambito musicologico ha condotto studi sulla figura di Lamberto Caffarelli (1880-1963) curando un convegno internazionale e concerti a Faenza, Bologna, Rovereto, Dornach e Praga ed ha pubblicato un manuale di letteratura flautistica. Durante il periodo di pandemia Covid 19 ha organizzato corsi accademici di musiche d'insieme online, conducendo un'ampia riflessione sulla didattica a distanza e presentando in seguito i risultati in un volume. Ha curato un progetto musicale su Giacomo Matteotti, proposto e approvato dalla Presidenza del Consiglio dei Ministri nel 2023. Ha coordinato incontri e concerti per conto della Società Italiana di Musica Contemporanea. Sono oltre sessanta le tesi accademiche di studenti che ha seguito in qualità di relatore. In tempi più recenti ha programmato concerti e attività di studio sugli internati militari e la musica, sulla musica nei rapporti con il fascismo, realizzati presso siti storici dei campi di internamento civile fascista in Italia (Campagna, Salerno), centri culturali e concertistici in Italia e in Europa (Venezia, Bologna, Ferrara, Milano, Varsavia) e inaugurato collane di studio performativo in accordo con l'editore Universal di Vienna, collaborando stabilmente con la Fondazione Centro di Documentazione Ebraica Contemporanea (CDEC) di Milano.